# Sibrik-vár
A Sibrik-vár vagy inkább Sibrik-kastély egy vadászkastély a Szombathelyhez közeli Bozsokon. A község története szorosan összefügg a Sibrik és a Batthyány családok történetével.

## A Sibrik vár rövid története
A Szombathelytől nem messze fekvő bozsoki Sibrik vára valószínűleg Mátyás király vadászkastélyának épült, az 1470-es években, állítólag ő maga adományozta a várat a névadó Sibrik családnak. A kastély helyén feltételezések szerint már a 15. században létezett épület. A középkori magra folyamatosan épült rá a 16.-18. század között a késő reneszánsz típusú, egyemeletes várkastély. Négyzetes udvarát déli és nyugati oldalán épület határolja, másik két oldalán magas védőfal veszi körül. Északkeleten egy sokszögű saroktorony áll. Homlokzatépítése nemesen egyszerű. Az udvari homlokzat földszintje kosáríves tornáccal kialakított. Az eredetileg szabályos alaprajzú, négy tornyos zsindelytetejű vizes árkos, árkádos udvarú várat a 16.–17. században bővítették ki, a 15. századi udvarházat építették tovább emeletesre. Ez 1611-ben történhetett, a bejárat felett található címeres kő alapján. A Sibrik és a Nádasdy család nemesi címerét tartalmazó kettős címer látható 1614-es évszámmal.
A szarvaskendi és óvári Sibrik család kapcsolata Bozsokkal 1906. augusztus 31-én ért véget, amikor is Sibrik Kálmán, az akkori tulajdonos a kastélyt és a birtokot verebi Végh Gyulának és feleségének Wimpfenn Mária grófnőnek adta el, 52 000 koronáért. Dr. Végh Gyula művészeti író, az Iparművészeti Múzeum igazgatója, majd főigazgatója volt. A kastélyt feleségével rendbe hozatták, bővítették, a park felőli részen az emelethez teraszt, és ehhez feljárót építettek.  A belső berendezés is egyre tökéletesebbé és gazdagabbá vált az évek folyamán. A bútorok zöme külföldről, Franciaországból, Németországból, Olaszországból, Ausztriából és Kínából származott. Bozsok új tudós földesurának ugyan másutt is voltak birtokai, a kastély azonban e faluhoz kötötte, s a harmincas évektől ez lett állandó lakhelye. A fővárosból ide költöztette értékes könyveit és műtárgyait is. Dr. Végh Gyula tudós volta, szakállas ábrázata, zárkózott magatartása miatt nem volt népszerű ember Bozsokon, a tragédiája mégis megrendítette a falu lakóit. A pártállam idején ugyanis neki is, mint minden földbirtokosnak, a feleségének pedig arisztokrata származása miatt, sok kellemetlenségben, zaklatásban, majd meghurcolásban volt részük. Végül is a kilakoltatás elől a halálba menekült, önkezével vetett véget életének.
A várat Vas megye támogatásával, Sedlmayr János építész tervei alapján, az 1959–1960-as évben építtette újjá az OMF.
Jelenleg a várban panzió üzemel étteremmel, de turisták is megtekinthetik a kastélyt.
1984-ben a kastélyban forgatták a Különös házasság című magyar filmet.

## A kastélypark
A kastélypark Végh Gyula feleségének Wimpfenn Mária grófnő az érdeme, amit a kastély megvételekor alakítottak ki. A kastély előtti várárkot rendezték, partjait kiegyengették, pázsittal borították be. A kert fáit megnyesték, megtisztították és megfiatalították. A házfal mellé mindenütt felfutókat ültettek, borostyánt, futórózsát és lila akácot, amelyeket aztán a későbbiekben gyakran festett le Végh Gyula.

## Érdekességek
A kastély kedvelt forgatási helyszín. Itt forgatták A kőszívű ember fiai című film Baradlay-kastélyban játszódó jeleneteit. Az 1984-ben bemutatott Különös házasság című tévésorozat Dőry-kastélybeli jeleneteinek helyszínéül is a kastély szolgált. Bacsó Péter Hány az óra, Vekker úr? című filmjének néhány jelenetét is itt forgatták.

## Képgaléria

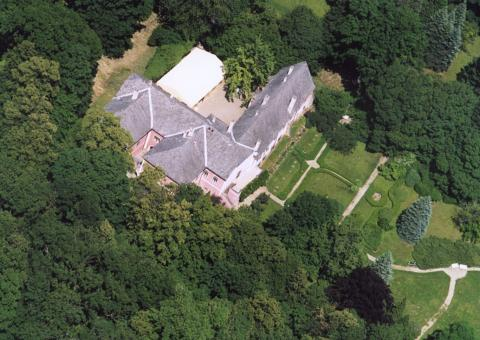
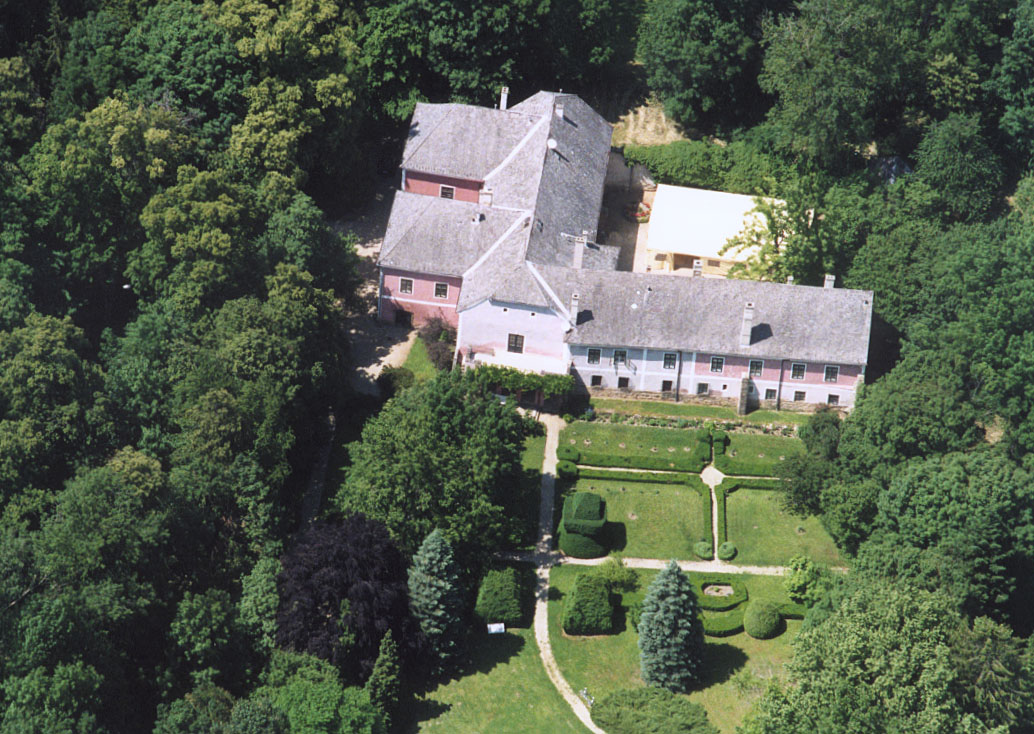
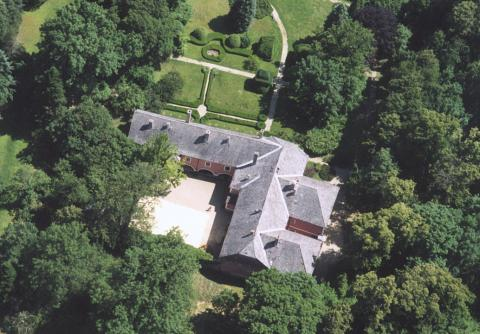
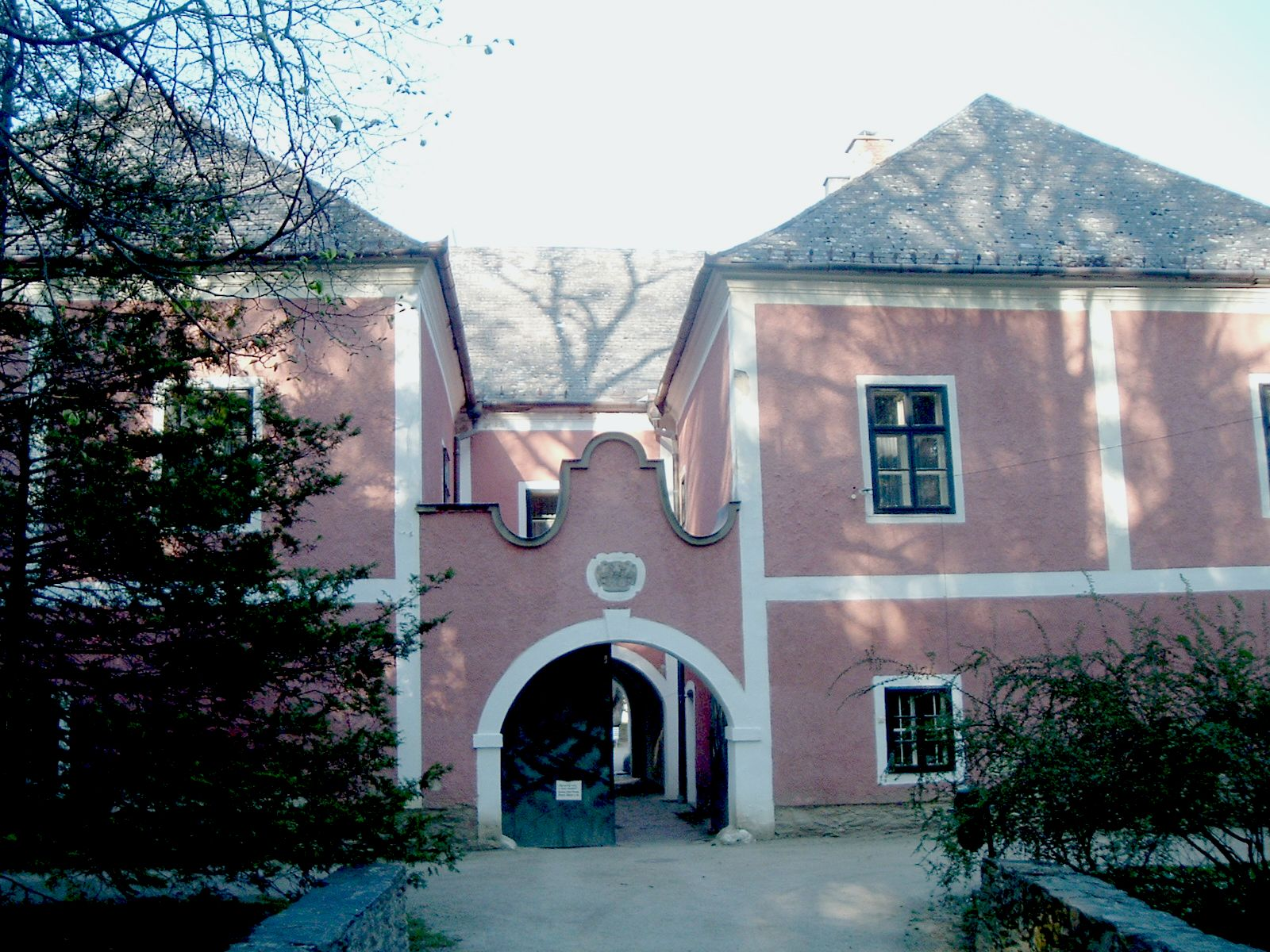
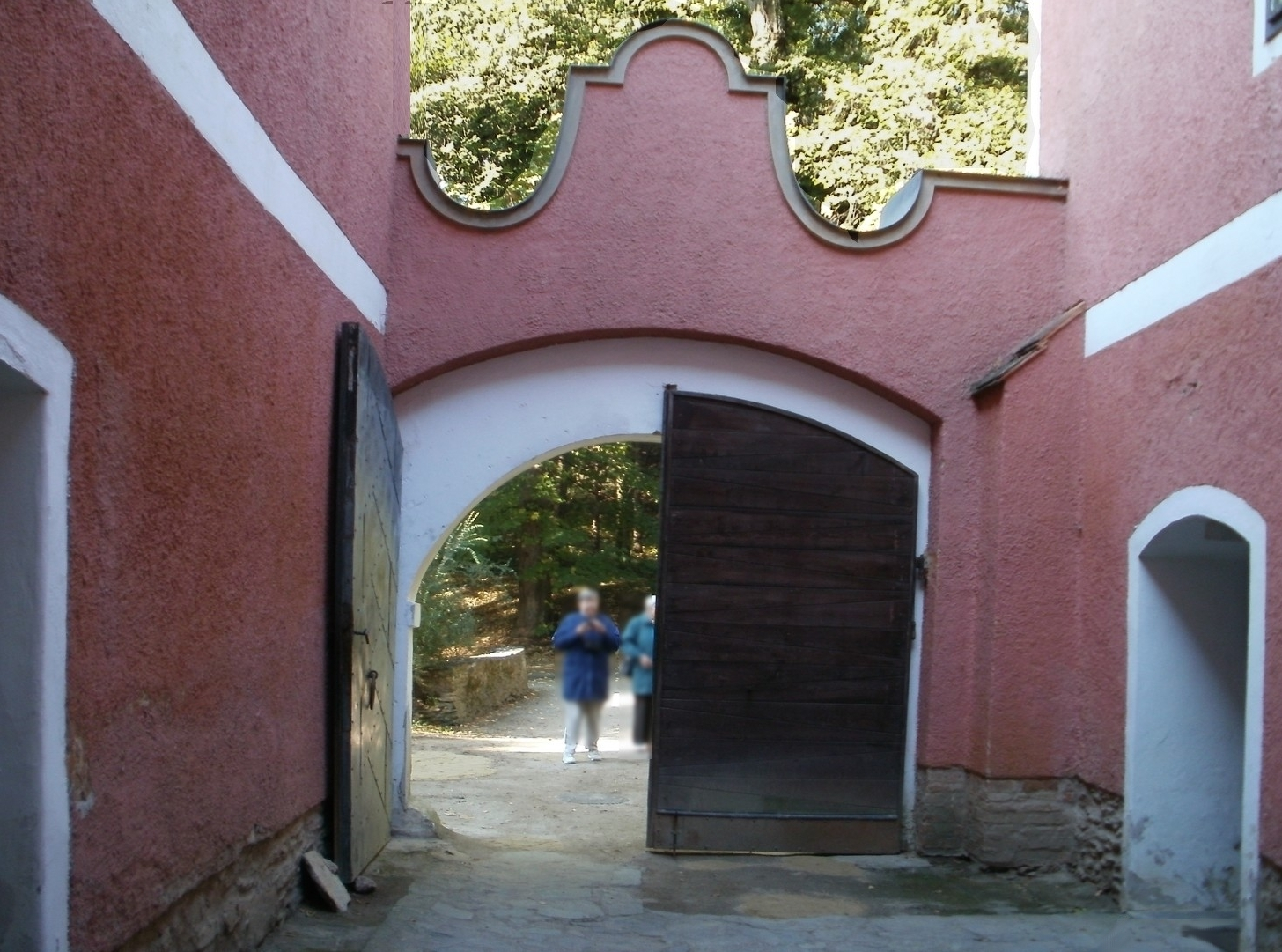
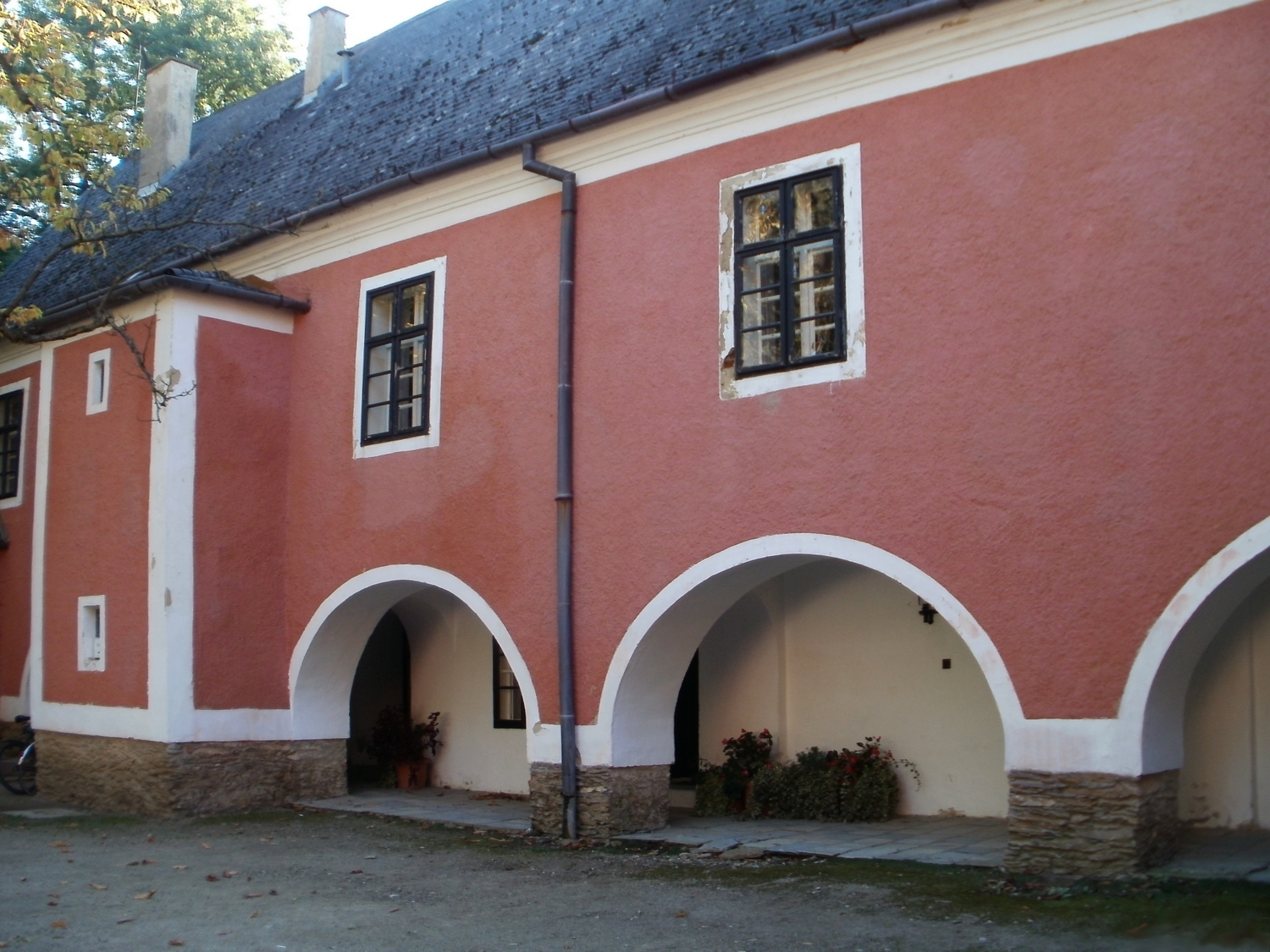

## Külső hivatkozások
- Bozsok, Sibrik – Verebi Végh-kastély[halott link]
- Bozsok – Sibrik Kastély és őspark – Vas megyei önkormányzat